# Magnesia Litera 2024
Magnesia Litera 2024 je 23. ročník cen Magnesia Litera.

## Ceny a nominace

### Kniha roku
- Alena Machoninová: Hella

### Litera za prózu
- Marek Torčík: Rozložíš paměť
- Alena Machoninová: Hella
- Petr Šesták: Vyhoření

### Litera za poezii
- Tereza Bínová: Červený obr
- Zofia Bałdyga: Poslední cestopisy
- Kamil Bouška: Dokumenty

### Litera za knihu pro děti a mládež
- Jiří Dvořák: Myko. Kompletní zpravodaj ze světa hub (ilustrovala Daniela Olejníková)
- Noemi Cupalová: Blbá Vendula (ilustrovala Eva Horská)
- Kateřina Přidalová: Toto není jenom kniha (ilustrovala Karla Gondeková)

### Litera za naučnou literaturu
- Stanislav Březina, Sylvie Pecháčková, Hana Skálová, František Krahulec: Louky. Dobrodružství poznávání
- Jiří Moravec: Za neznámými tvory amazonských lesů
- Michal Přibáň: V různosti je síla. Exilová nakladatelství Sixty-Eight Publishers a Index nejen ve vzájemné korespondenci

### Litera za nakladatelský čin
- Dílo Karla Šiktance, Nakladatelství Karolinum, Praha
- Edice Katedra, Nakladatelství UMPRUM, Praha
- Petra Nováková, James Stafford a kol.: Ragby, Labyrint, Praha

### Litera za překladovou knihu
- László Szilasi: Třetí most (z maďarštiny přeložila Marta Pató)
- Davide Enia: Jako v nebi, tak i na zemi (z italštiny přeložila Marina Feltlová)
- Aleksander Majkowski: Život a příhody Remusovy, Kašubské zrcadlo (z kašubštiny přeložil Miloš Řezník)

### Litera za publicistiku
- Tereza Matějčková: Bůh je mrtev. Nic není dovoleno
- Alarm, UTOPIA libri: Továrna na lži. Výroba klimatických dezinformací
- Veronika Pehe, Apolena Rychlíková a kol.: Věčná devadesátá. Proměny české společnosti po roce 1989

### DILIA Litera za debut roku
- Eli Beneš: Nepatrná ztráta osamělosti
- Klára Krásenská: Mýtinami
- Tomáš Peřina: Tam uvnitř něco je! (ilustroval František Skála)

### Litera za fantastiku
- Jan A. Kozák: Sága o Lundirovi. Synu zimy, hvězdopravci a staviteli
- Pavel Bareš: Lenochod Jimmy & jeho backup band
- Michaela Merglová: Prázdnota

### Litera za detektivku
- Jana Jašová: Krutý měsíc
- Marie Horová: Se džbánem pro vodu
- Veronika Martinková: Vina a trest

### Litera za humoristickou knihu
- Lucie Macháčková: Svatební historky aneb Jak jsem se nevdala
- Danka Štoflová: Jak jsem rodila indiánského syna z kmene Čerokí
- Filip Mikuš: Výstava chameleonů

### Cena Magnesia za přínos knižní kultuře
- Tomáš T. Kůs a platforma Slampoetry.cz

### Kosmas Cena čtenářů
- Martin Moravec: Mezi nebem a pacientem (rozhovor s Markem Dvořákem)